# Paint.net
Paint.net (estilitzat com a Paint. NET o paint.net) és un programa d'editor de gràfics ràster de programari gratuït per a Microsoft Windows, desenvolupat amb .NET Framework. Paint.net va ser creat originalment per Rick Brewster com un projecte d'estudiant de la Universitat de l'estat de Washington, i ha evolucionat des d'un simple reemplaçament del programa Microsoft Paint a un programa per editar principalment gràfics, amb suport per a connectors.

## Història
Paint.net es va originar com un projecte de disseny sènior en informàtica durant la primavera de 2004 a la Universitat Estatal de Washington. La versió 1.0 constava de 36.000 línies de codi i es va escriure en quinze setmanes. En canvi, la versió 3.35 té aproximadament 162.000 línies de codi. El projecte paint.net va continuar durant l'estiu i durant el semestre de tardor de 2004 tant per a les versions 1.1 com 2.0.
El desenvolupament continuà amb un programador que va treballar en versions anteriors de Paint.net mentre era estudiant a la Universitat Estatal de Washington (WSU). El maig de 2006, el programa s'havia descarregat almenys 2 milions de vegades, a un ritme d'unes 180.000 descàrregues al mes.
Inicialment, Paint.net es va publicar sota una versió modificada de la llicència MIT, amb l'exclusió de l'instal·lador, el text i els gràfics. No obstant això, citant problemes amb el codi font obert plagaritzat per altres que havien canviat el nom del programari com a propi i van agrupar contingut d'usuari sense el seu permís, la disponibilitat del codi font es va limitar, el desembre de 2007 Brewster va anunciar la seva intenció de restringir l'accés als components del programa (incloent-hi el seu instal·lador, recursos i interfície d'usuari). El novembre de 2009, el programari es va convertir en propietari, restringint la venda o creació d'obres derivades del programari.
A partir de la versió 4.0.18, paint.net es publicà en dues edicions. Una edició clàssica que seguiria sent programari lliure, similar a totes les altres versions des de la 3.5. I una altra edició, però, publicada a Microsoft Store sota una llicència de programari de prova i que es pot comprar per 7 dòlars nord-americans. Segons el desenvolupador, això es va fer per permetre als usuaris contribuir al desenvolupament amb més comoditat, tot i que l'antiga via de donació no estava tancada.

## Visió general
Paint.net es programa principalment en el llenguatge de programació C#. El seu format d'imatge natiu és PDN, que és una representació comprimida del format d'objecte intern de l'aplicació, que conserva les capes i altra informació.

## Connectors
Paint.net admet connectors, que afegeixen ajustos d'imatge, efectes i suport per a tipus de fitxers addicionals. Es poden programar amb qualsevol llenguatge de programació NET Framework, encara que s'escriuen més habitualment en C#. Aquests són creats per programadors voluntaris al tauler de discussió del programa, el fòrum paint.net. Tot i que la majoria es publiquen simplement a través del tauler de discussió, alguns s'han inclòs amb un llançament posterior del programa. Per exemple, un connector de tipus de fitxer DirectDraw Surface (originalment de Dean Ashton) i un efecte d'esbós de tinta i retrat suavitzat (originalment de David Issel) es van afegir a Paint.net a la versió 3.10.
S'han produït centenars de connectors; com Shape3D, que transforma un dibuix 2D en una forma 3D. Alguns connectors amplien la funcionalitat que inclou Paint.net, com Curves+ i Sharpen+, que amplien les eines incloses Curves i Sharpen, respectivament.
Alguns exemples de connectors de tipus de fitxer inclouen un connector de cursor i icona animats i un connector de format de fitxer d'Adobe Photoshop. Diversos d'aquests connectors es basen en programari de codi obert existent, com ara un connector de format d'imatge en brut que utilitza dcraw i un connector d'optimització PNG que utilitza OptiPNG.

## Bifurcacions

### paint-mono
Paint.net es va crear per a Windows i no té suport natiu per a cap altre sistema. Amb la seva naturalesa de codi obert anterior, estava disponible la possibilitat de versions alternatives. El maig de 2007, Miguel de Icaza va iniciar oficialment un projecte de portabilitat anomenat paint-mono. Aquest projecte havia portat parcialment Paint.net 3.0 a Mono, una implementació de codi obert de la Common Language Infrastructure en la qual es basa .NET Framework. Això va permetre que Paint.net s'executés en plataformes compatibles amb Mono, com ara Linux. Aquest port ja no es manté i no s'ha actualitzat des del març de 2009.
Les versions més noves de Mono Runtime 6 poden executar Paint original .NET publicat fins a la versió 3.5.11 gairebé perfectament.

### Pinta
El 2010, el desenvolupador Jonathan Pobst va iniciar un projecte anomenat Pinta, descrivint-lo com un clon de Paint.net per a Mono i Gtk#. Pinta va reutilitzar el codi d'ajustaments i efectes de Paint.net, però en cas contrari és el codi original.

## Alliberaments
| Version | Data de publicació | Canvis significatius |
| ------- | ------------------ | --- |
| 1.0     | 6 maig 2004        | Versió inicial. |
| 1.1     | 1 octubre 2004     | Suport per a connectors d'efectes. |
| 2.0     | 17 desembre 2004   | Molts efectes, ajustos i eines nous. |
| 2.5     | 26 novembre 2005   | Suport a la internacionalització; gestor d'actualitzacions; suport per a connectors de tipus de fitxer. |
| 2.6     | 24 febrer 2006     | Ús de .NET Framework 2.0, suport complet de 64 bits. |
| 2.72    | 31 agost 2006      | Última versió compatible amb Windows 2000. |
| 3.0     | 26 gener 2007      | Aquesta versió important introdueix una nova interfície multidocument (MDI), disponibilitat en 8 idiomes, una eina de degradat interactiva molt sol·licitada, quatre efectes nous, una paleta de colors definible per l'usuari, un ús més baix d'espai de disc per als fitxers scratch i un sistema general més net i més net. interfície d'usuari millorada. |
| 3.05    | 29 març 2007       | S'ha afegit un nou efecte; millorat determinades parts de la interfície d'usuari. |
| 3.10    | 23 agost 2007      | S'han afegit efectes d'esbós de tinta i retrat suau; suport per al tipus de fitxer DDS. |
| 3.20    | 12 desembre 2007   | Millores als efectes integrats, un menú d'efectes reorganitzat, un sistema nou i molt més fàcil per al desenvolupament de complements d'efectes, un millor maneig d'errors per als connectors i la possibilitat de dibuixar seleccions de ràtio fixa i mida fixa amb l'eina Selecció rectangle. (Amb aquesta versió, Paint.NET ja no és de codi obert; fins i tot les fonts de la versió 3.10 s'eliminen dels servidors). |
| 3.22    | 12 gener 2008      | Afegeix un nou efecte Redueix el soroll. |
| 3.30    | 10 abril 2008      | Aquesta versió afegeix una traducció a l'italià, un nou efecte "Fragment Blur" i la possibilitat de desar imatges PNG a profunditats de color de 8 i 24 bits. Per als desenvolupadors, el sistema IndirectUI té alguns controls nous, algunes regles de restricció noves i ara es pot utilitzar per a connectors de tipus de fitxer. |
| 3.35    | 7 juny 2008        | Un nou ajust de Posterize, un nou mode de selecció Intersect, ha millorat dràsticament el rendiment de l'edició de la selecció. |
| 3.5     | 6 novembre 2009    | Fiabilitat del rendiment millorada, reducció de l'ús de memòria, actualització a la darrera versió de .NET Framework i actualització de la interfície d'usuari per a Aero i glass (Windows 7 / Vista) |
| 3.5.2   | 4 gener 2010       | Resol algunes disparitats de funcions a l'eina Text entre GDI (Windows XP) i DirectWrite (Windows 7/Windows Vista). També millora el rendiment general, així com la correcció i la qualitat de l'eina Mou els píxels seleccionats, la funció Imatge->Canviar la mida i l'ajust de to/saturació. |
| 3.5.5   | 26 abril 2010      | Es corregeix un error en desar imatges de 8 bits, millora la composició de capes i el rendiment del desenfoque gaussià i s'actualitza per admetre el nou .NET Framework 4.0 en alguns casos. S'ha eliminat el suport de Windows XP sense Service Pack 3, suport addicional per a .NET 4.0. |
| 3.5.11  | 17 agost 2013      | Soluciona l'efecte Desenfocament gaussià que calculava incorrectament els valors alfa per a píxels no opacs. Els efectes Sharpen, Median, Fragment i Unfocus han vist un rendiment millorat del 25%, 30%, 40% i 100% respectivament. També es redueix l'ús de memòria quan moltes operacions de manipulació de selecció es troben a la pila d'historial/desfer. L'actualitzador integrat ara admet l'actualització a paint.net 4.0. Última versió compatible amb Windows XP.                                                      |
| 4.0     | 24 juny 2014       | 4.0 requereix Windows 7 SP1 o posterior (incloent-hi 8/8.1, però excloent XP i Vista) i utilitza .NET Framework 4.5.1 (es pot instal·lar automàticament si cal) Aquesta reescriptura completa conté una representació totalment nova, asíncrona i multiprocés. motor, seleccions antialiased, una interfície d'usuari redissenyada, pinzells suaus i una nova eina de formes. La majoria d'eines ara admeten "historial detallat" i poden ajustar les propietats del que l'usuari ha dibuixat abans de comprometre's amb la capa. |
| 4.0.6   | 2 agost 2015       | Actualitzat per a Windows 10. Augmenta la mida màxima del pinzell a 2000. L'eina de formes ara permet instal·lar i utilitzar formes personalitzades. Els connectors d'efectes basats en UI indirecta ara poden proporcionar text d'ajuda, accessible mitjançant el botó de signe d'interrogació. |
| 4.0.7   | 30 desembre 2015   | Actualitzat per a .NET Framework 4.6. S'ha afegit una traducció al suec. La barra de títol utilitza el color d'accent de Windows 10. XAML de formes personalitzades ara admet splines cardinals mitjançant PolyCurveSegment. Modela el rendiment de renderització d'eines en CPU amb molts nuclis. |
| 4.0.10  | 8 juliol 2016      | S'ha afegit "overscroll" a l'editor. |
| 4.0.20  | 9 gener 2018       | Actualitzat per a .NET Framework 4.7.1. S'ha afegit el suport del tema fosc. |
| 4.1     | 5 setembre 2018    | Diversos efectes reescrits per utilitzar GPU. Copiar i enganxar seleccions. Dos nous efectes: Morfologia i Turbulència. S'ha augmentat el nivell de zoom màxim fins al 6400%. Millores d'UI indirecta. |
| 4.2     | 13 juliol 2019     | S'ha afegit compatibilitat amb el format de fitxer HEIF, s'ha corregit el rendiment amb imatges molt grans i s'ha actualitzat i modernitzat la funcionalitat de molts tipus de fitxers existents. |
| 4.2.1   | 7 agost 2019       | S'ha afegit suport de format de fitxer JPEG XR |
| 4.2.2   | 18 setembre 2019   | Pot obrir fitxers AVIF (però no desar-se), suport millorat per a DirectDraw Surface i estalvi de 4 bits per a PNG/BMP/TIFF |
| 4.2.5   | 1 octubre 2019     | S'ha afegit suport de format de fitxer WebP. |
| 4.2.6   | 21 novembre 2019   | S'ha afegit una configuració "Entrada de punter nativa" si hi ha un dispositiu "punter" disponible. |
| 4.2.7   | 25 novembre 2019   | S'ha solucionat un error a l'inici (FileLoadException) a causa de 1) el taló per a System.Runtime.dll que no s'actualitzava i 2) la política d'enllaç de la versió rígida que impedia que la versió anterior funcionés en el seu lloc (que hauria estat bé en el seu lloc). Aquest cas). |
| 4.2.8   | 3 desembre 2019    | Aquesta petita actualització corregeix alguns errors urgents, especialment per a l'entrada tàctil i el llapis. |
| 4.2.9   | 31 gener 2020      | Aquesta actualització va millorar molt el rendiment i va reduir significativament l'ús de memòria, va afegir dues traduccions noves i va solucionar una sèrie de petits problemes. |
| 4.2.10  | 14 febrer 2020     | S'han corregit alguns errors importants, sobretot amb instal·lacions que utilitzen directament el fitxer MSI per al desplegament. |
| 4.2.11  | 20 maig 2020       | Afegeix compatibilitat amb metadades XMP, 3 traduccions noves, algunes millores en la interfície d'usuari i diverses correccions d'errors. |
| 4.3     | 22 setembre 2021   | S'ha migrat a .NET 5, amb la qual cosa es millora el rendiment. |
| 4.3.3   | 21 novembre 2021   | S'ha migrat a .NET 6, donant com a resultat un rendiment millorat. Ús de C# 10, tres traduccions noves, incloent el català, el cors i el tailandès. |
| 4.3.4   | 3 desembre 2021    | Arregla l'error del selector de color i els problemes dels connectors heretats. La versió 4.3.x serà l'última que admet Windows 7/8 i 8.1, a més de plataformes x86/32 bits. |